# You're Fired
You're Fired è un film muto del 1919 diretto da James Cruze. Il soggetto è tratto da The Halberdier of the Little Rheinschloss, un racconto di O. Henry che era stato portato sullo schermo già nel 1912 da Oscar Apfel con il film Thirty Days at Hard Labor.

## Trama
Bill Deering è un play boy che si innamora di Helen Rogers, una ragazza della buona società. Ma il padre di lei si oppone al loro fidanzamento, asserendo che Bill non riuscirà a far niente di buono nella vita. Lo sfida, anzi, a riuscire a tenersi un lavoro per almeno tre mesi: se non verrà licenziato, Rogers darà il suo consenso al matrimonio.
Per riuscire nell'intento, Bill è costretto a tutta una serie di escamotages per non perdere neanche un giorno di lavoro: quando, infatti, sta per essere licenziato da un lavoro, riesce a procurarsene subito un altro, in modo da essere sempre occupato in maniera continuativa.
Perde uno dopo l'altro tutta una serie di lavori, finché non ne trova uno in un ristorante: deve vestirsi da cavaliere e stare in posa come fosse un elemento decorativo. È l'ultimo giorno dei tre mesi di prova e Helen viene a cenare al ristorante, in compagnia di un altro dei suoi pretendenti.

## Produzione
Il film fu prodotto dalla Jesse L. Lasky Feature Play Company e dalla Famous Players-Lasky Corporation

## Distribuzione
Distribuito dalla Paramount Pictures e dalla Famous Players-Lasky Corporation, il film uscì nelle sale il 15 giugno 1919. In Spagna venne distribuito con il titolo ¡Queda usted despedido!.
Il film fu considerato perduto per molti anni, finché non ne venne ritrovata una copia in positivo negli archivi russi della Gosfilmofond. Trascritta in digitale, è stata donata alla Library of Congress di Washington e presentata il 20 ottobre 2010.

### Data di uscita
- USA 15 giugno 1919
- USA 20 ottobre 2010 (copia ritrovata) (EN)  IMDb